# كمال الدين أظفر
كمال الدين أظفر (بالأردوية: کمال الدين اظفر)‏ هو سياسي باكستاني من إقليم السند شغل منصب وزير المالية في باكستان وشغل فيما بعد منصب حاكم إقليم السند.
سياسيا انتخب عضوا في حزب الشعب الباكستاني.